# Màxim Huerta
Màxim Huerta Hernández (ur. 26 stycznia 1971 w Utiel) – hiszpański dziennikarz i pisarz, w czerwcu 2018 minister kultury i sportu.

## Życiorys
Ukończył studia z zakresu informatologii na Universidad CEU San Pablo w Walencji. Uzyskał magisterium z grafiki i ilustracji prasowej w madryckim oddziale Europejskiego Instytutu Wzornictwa. Jako dziennikarz pracował początkowo w stacjach radiowych we wspólnocie autonomicznej Walencji, a także w prasie regionalnej (m.in. w „Las Provincias”). W 1997 dołączył do regionalnej stacji telewizyjnej Canal Nou, pracował jako redaktor i prezenter programów informacyjnych. W 1999 przeszedł do prywatnej telewizji Telecinco, prowadził w niej ogólnokrajowe wydanie programu Informativos Telecinco. Od 2005 do 2015 był współgospodarzem magazynu porannego El programa de AR. W 2016 był prezenterem cyklu dokumentalnego Destinos de película w La 1 wchodzącym w skład Televisión Española. Podjął również współpracę m.in. z Radio Nacional de España. Opublikował kilka pozycji książkowych, takich jak Que sea la última vez..., El Susurro de la Caracola, Una tienda en París, La noche soñada.
W czerwcu 2018 został ministrem kultury i sportu w nowo powołanym rządzie Pedra Sáncheza. Zakończył urzędowanie w tym samym miesiącu, sprawując funkcję przez tydzień. Powodem jego dymisji było ujawnienie przez media, że w 2017 został ukarany za oszustwa podatkowe z lat 2006–2008.